# هاروی واشینگتن وایلی
هاروی واشینگتن وایلی (انگلیسی: Harvey Washington Wiley؛ زاده ۱۸ اکتبر ۱۸۴۴ درگذشته ۳۰ ژوئن ۱۹۳۰) یک شیمی‌دان بود.